# Vino de Pago
Vino de Pago (VP) ist die höchste Klassifizierung nach spanischem Weinrecht. Sie wurde 2003 von den Cortes Generales, dem spanischen Parlament, beschlossen, um die Qualitätsbemühungen des spanischen Weinbaus zu verbessern. 
Die Qualitätsanforderungen entsprechen mindestens denen der D.O.Ca.-Weine. Einzelne Weingüter können unter bestimmten Voraussetzungen diesen Status erhalten. Mittlerweile wurden 23 Einzelbetriebe in unterschiedlichen Regionen Spaniens mit dieser Qualitätsstufe ausgezeichnet (Stand: Sept. 2022). Letzte Änderungen wurden mit der Verordnung (EG) 110/2009 (ABl. L 37 vom 6. Februar 2009, S. 4) über die Begriffsbestimmung, Bezeichnung, Aufmachung und Etikettierung und den Schutz von geografischen Angaben von Alkoholischen Getränken an dieser Qualitätsbezeichnung vorgenommen. Besonderen Zuspruch fand das neue Gesetz in der Region Castilla-La Mancha, wo die ersten Vinos de Pago entstanden und heute die meisten (zwölf) VP existieren. Das Wort pago ist ein spanisches Wort für die Weinlage.
Es gibt eine Reihe von Voraussetzungen, die zu erfüllen sind, damit diese Auszeichnung zustande kommt. Die Regulierungsbehörde der Weinbauregion, in der dieses Weingut liegt, muss die Rahmenbedingungen dafür schaffen, was nicht in jeder Weinregion zu erwarten ist: beispielsweise in der Region Rioja, da sie durch ihre eigenen Bemühungen für hohe Qualitätsanforderungen keine Notwendigkeit sehen, eine noch höhere bzw. zusätzliche Qualitätsstufe zu schaffen.
Weine, die als Vinos de Pago gekennzeichnet werden, dürfen keine weitere Qualitätsbezeichnung oder Herkunftsangabe führen. Darüber hinaus sollen die Weine einen spezifischen Charakter der jeweiligen Lage widerspiegeln. Im Gegensatz zu den anderen Klassifikationsstufen werden nur einzelne Weingüter klassifiziert. Weitere Bedingung ist die ausschließliche Verarbeitung eigener Trauben, die außerdem aus der unmittelbaren Umgebung des Weinguts stammen müssen.

## Liste einiger Pagos
| Name                                     | Ort         | Region             | Pago seit | Fläche (ha) |
| ---------------------------------------- | ----------- | ------------------ | --------- | ----------- |
| Dominio de Valdepusa (Marqués de Griñón) | Toledo      | Castilla-La Mancha | 2003      | 50          |
| Finca Élez (Manuel Manzaneque)           | Albacete    | Castilla-La Mancha | 2003      | 39          |
| Guijoso                                  | Albacete    | Castilla-La Mancha | 2004      | 99          |
| Dehesa del Carrizal                      | Ciudad Real | Castilia-La Mancha | 2006      | 22          |
| Arínzano Manor                           | Navarra     | Navarra            | 2007      | 128         |
| Irache                                   | Navarra     | Navarra            | 2008      | 16          |
| Otazu                                    | Navarra     | Navarra            | 2008      | 92          |
| Campo de la Guardia                      | Toledo      | Castilla-La Mancha | 2009      | 81          |
| Pago Florentino                          | Ciudad Real | Castilla-La Mancha | 2009      | 58          |
| Casa del Blanco                          | Ciudad Real | Castilla-La Mancha | 2010      | 93          |
| Pago de Ayles                            | Ayles       | Cariñena           | 2010      | 70          |
| Finca Terrerazo                          | Valencia    | Valencia           | 2011      | 62          |
| Pago de Los Balagueses                   | Requena     | Utiel-Requena      | 2011      | 18          |
| Abadía Retuerta                          | Valladolid  | Castilla y León    | 2022      | 180         |